# Štadión pod Dubňom
Het Štadión pod Dubňom is een multifunctioneel voetbalstadion in Slowakije dat is gevestigd in Žilina, de vijfde stad van het land. Het is de thuisbasis van MŠK Žilina, een club uit de hoogste divisie van het Midden-Europese land. Het stadion biedt plaats aan maximaal 11.200 toeschouwers. Ook het Slowaaks voetbalelftal speelt geregeld wedstrijden in dit onderkomen. Het complex is vernoemd naar de nabijgelegen heuvel Dubén.

## Interlands
Het Slowaaks voetbalelftal speelde tot op heden 21 interlands in het Štadión pod Dubňom.
| 1  | 30 april 2003     | Slowakije – Griekenland           | 2 – 2 | Oefeninterland  |
| 2  | 10 september 2003 | Slowakije – Macedonië             | 1 – 1 | EK-kwalificatie |
| 3  | 15 november 2006  | Slowakije – Bulgarije             | 3 – 1 | Oefeninterland  |
| 4  | 19 november 2008  | Slowakije – Liechtenstein         | 4 – 0 | Oefeninterland  |
| 5  | 17 november 2009  | Slowakije – Chili                 | 1 – 2 | Oefeninterland  |
| 6  | 3 maart 2010      | Slowakije – Noorwegen             | 0 – 1 | Oefeninterland  |
| 7  | 12 oktober 2010   | Slowakije – Ierland               | 1 – 1 | EK-kwalificatie |
| 8  | 6 september 2011  | Slowakije – Armenië               | 0 – 4 | EK-kwalificatie |
| 9  | 7 oktober 2011    | Slowakije – Rusland               | 0 – 1 | EK-kwalificatie |
| 10 | 22 maart 2013     | Slowakije – Litouwen              | 1 – 1 | WK-kwalificatie |
| 11 | 26 maart 2013     | Slowakije – Zweden                | 0 – 0 | Oefeninterland  |
| 12 | 10 september 2013 | Slowakije – Bosnië en Herzegovina | 1 – 2 | WK-kwalificatie |
| 13 | 4 september 2014  | Slowakije – Malta                 | 1 – 0 | Oefeninterland  |
| 14 | 9 oktober 2014    | Slowakije – Spanje                | 2 – 1 | EK-kwalificatie |
| 15 | 18 november 2014  | Slowakije – Finland               | 2 – 1 | Oefeninterland  |
| 16 | 27 maart 2015     | Slowakije – Luxemburg             | 3 – 0 | EK-kwalificatie |
| 17 | 31 maart 2015     | Slowakije – Tsjechië              | 1 – 0 | Oefeninterland  |
| 18 | 14 juni 2015      | Slowakije – Macedonië             | 2 – 1 | EK-kwalificatie |
| 19 | 8 september 2015  | Slowakije – Oekraïne              | 0 – 0 | EK-kwalificatie |
| 20 | 9 oktober 2015    | Slowakije – Wit-Rusland           | 0 – 1 | EK-kwalificatie |
| 21 | 17 november 2015  | Slowakije – IJsland               | 3 – 1 | Oefeninterland  |